# Dyscheralcis retroflexa
Dyscheralcis retroflexa är en fjärilsart som beskrevs av Louis Beethoven Prout 1916. Dyscheralcis retroflexa ingår i släktet Dyscheralcis och familjen mätare. Inga underarter finns listade i Catalogue of Life.